# Hubert Gabrielse
Hubert „Hu“ Gabrielse (*  1. März 1926 in Golden (British Columbia); † 11. März 2024 in West Vancouver) war ein kanadischer Geologe. Er ist vor allem für die Erforschung der Geologie der nördlichen Kordilleren bekannt.

## Werdegang
Gabrielse studierte an der University of British Columbia mit dem Bachelor-Abschluss 1948 und dem Master-Abschluss 1950 und wurde 1955 an der Columbia University in Geologie promoviert. Ab 1953 war er beim Geological Survey of Canada tätig, bei dem er von 1970 bis 1979 die Sektion Kordilleren leitete. 1991 ging er in den Ruhestand. Er war am kanadischen Lithoprobe Projekt beteiligt.
1990 erhielt er die Ambrose Medal der Geological Association of Canada und 2000 die Logan Medal. Er war Fellow der Royal Society of Canada.